# Sheeffry Hills
53°40′N 9°42′W
Le Sheeffry Hills, o Sheeffry Mountains (in gaelico irlandese Cnoic Shíofra, che significa "le colline del fantasma"), sono insieme di montagna di bassa quota costituenti una catena, situata nella Contea di Mayo, a sua volta collocata nella provincia di Connacht, in Irlanda.

## Geografia
La catena è circoscritta:

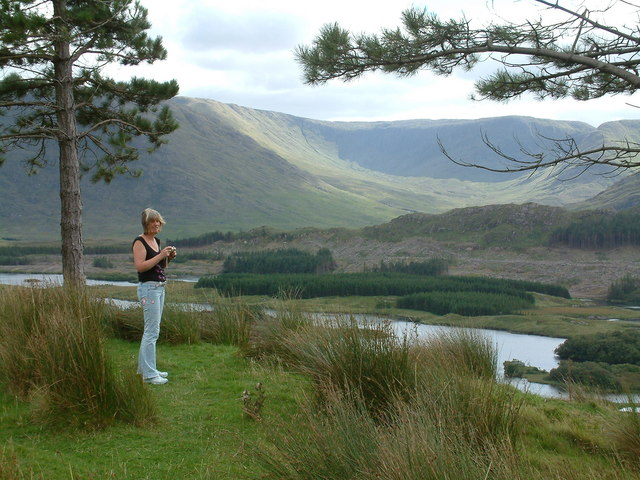
Sheeffry Hills

- Sul lato occidentale dai laghi di Doo Lough e Glencullin Lough.
- Sul lato orientale dall'Owenmore Glen.
- Sul lato meridionale dal Glenummera.
- Sul lato settentrionale dal Bunowen River.

Le cime costituenti la catena sono, in ordine decrescente di massima quota:
- Barrclashcame (772 m)[1]
- Tievummera (762 m)[2]
- Tievnabinnia (742 m)[3]
- Storikeennageer (580 m)[4]
- Tawnyrower (510 m)[5]
- Tawnyard (436 m).[6]

Gli escursionisti possono accedere alla catena direttamente dalle due strade che la raggiungono: la R335 road, strada che collega Westport a Delphi, e la L1824.